# Hommage au public Russe
Die Hommage au public Russe ist eine als Potpourri bezeichnete Komposition von Johann Strauss Sohn (ohne Opus-Zahl). Sie wurde am 6. August 1864 in Pawlowsk in Russland erstmals aufgeführt.

## Einzelnachweis
1. ↑  Quelle: Englische Version des Booklets (Seite 110) in der 52 CDs umfassenden Gesamtausgabe der Orchesterwerke von Johann Strauß (Sohn), Hrsg. Naxos (Label). Das Werk ist als siebter Titel auf der 42. CD zu hören.